# Unbreakable Kimmy Schmidt - Kimmy vs il Reverendo
Unbreakable Kimmy Schmidt - Kimmy vs il Reverendo (Unbreakable Kimmy Schmidt: Kimmy vs the Reverend) è un film del 2020 diretto da Claire Scanlon, con protagonista Ellie Kemper nel ruolo di Kimmy Smith. 

## Trama
Kimmy Schmidt, ora autrice di libri per bambini di grande successo, pianifica il suo matrimonio con il principe Federico, che è il tredicesimo in linea di successione al trono d'Inghilterra. Insieme a lei ci sono i suoi amici Titus Andromedon, Lillian Kaushtupper e Jacqueline White. Quando guarda nel suo zaino, Kimmy trova un libro in stile Choose Your Own Adventure che non ha mai visto in una tasca nascosta. Dopo aver letto il libro e aver capito che non era uno dei suoi, decide di recarsi nella prigione di Durnsville, nell'Indiana, per interrogare Richard Wayne Gary Wayne, l'uomo che l'ha tenuta prigioniera per quindici anni, con Titus che viene con lei come supporto. 